# Met man en macht
Met man en macht is een tragikomische reeks van Woestijnvis voor de Belgische zender VIER geschreven door Tom Lenaerts en Tom Van Dijck met onder anderen Jan Decleir, Peter Van den Begin en Lucas Van den Eynde. Op 28 januari 2013 werd het voor het eerst uitgezonden op VIER. Het was het eerste (en voorlopig enige) programma op VIER dat niet door reclame werd onderbroken.
Het merendeel van de opnamen van Met man en macht gebeurde in het Oost-Vlaamse Temse. Het oud-gemeentehuis en het café Bij Rita (dat werkelijk bestaat), op de Markt, vormden voorname locaties voor het draaien van de fictiereeks.  Naast nog enkele andere locaties in Temse, waren er ook opnamen in Hamme, Nieuwkerken-Waas, Rupelmonde, Bornem, Schaffen en Berendrecht.

## Verhaal
In de fictieve Vlaamse gemeente Ransegem zwaait burgemeester Gaston Van Opstal al zeventien jaar de plak. Hij bestuurt zijn gemeente als een perfecte burgervader. Maar dan slaat het noodlot toe. Zes maanden voor de gemeenteraadsverkiezingen wordt Ransegem wakker geschud uit zijn rustige vastheid en worden de inwoners meegesleurd in het politieke leven. De gemeentepolitiek groeit van een sluimerende vanzelfsprekendheid uit tot een meedogenloze verkiezingsstrijd. Keuzes moeten worden gemaakt tussen gezin of carrière, tussen eigenbelang of gemeentebelang. Want wat gebeurt er als mensen hun ambitie groter is dan hun verstand?

## Rolverdeling
| Acteur               | Personage            | Omschrijving |
| -------------------- | -------------------- | --- |
| Josse De Pauw        | Gaston Van Opstal    | Was 17 jaar burgemeester van Ransegem voor de N-VA (en daarvoor voor de Volksunie). Hij was ook Vlaams Parlementslid. Hij is weduwnaar en heeft twee dochters, Carine en Greet. Zijn kleindochter Mieke is zijn oogappel. |
| Lucas Van den Eynde  | René Van den Abeele  | Is getrouwd met Carine Van Opstal en heeft samen met haar een dochter, Mieke, die het syndroom van Down heeft. Hij is OCMW-voorzitter voor N-VA. Hij is niet de grote leidersfiguur, maar wel een zeer bekwaam politicus. |
| Sara De Roo          | Carine Van Opstal    | Dochter van Gaston Van Opstal en zus van Greet. Ze is getrouwd met René Van den Abeele. Ze is de zorgzame moeder van Mieke. Ze zet haar persoonlijke politieke ambities volledig opzij om voor haar dochter te zorgen. |
| Els Laenen           | Mieke Van den Abeele | Is de dochter van Carine en René. Ze is de oogappel van haar opa Gaston. Mieke heeft het syndroom van Down. |
| Tom Van Dyck         | Carl Backx           | Is eerste schepen van Ransegem voor Open Vld. Hij woont samen met Greet Van Opstal. Hij heeft de politieke stiel geleerd van zijn 'schoonvader' Gaston. Carl is enorm ambitieus en doet er alles aan om zijn ambities waar te maken. Buiten de politiek is hij eigenaar van Carl Backx Cars, een garage voor de betere tweedehandsauto. |
| Natali Broods        | Greet Van Opstal     | Is de jongste dochter van Gaston Van Opstal. Ze woont samen met Carl Backx. Greet en Carl hebben geen kinderen. Ze werkt als kantoorbediende op de bank van Patrick De Groof. |
| Jan Decleir          | Tony Verelst         | Beste vriend van Gaston Van Opstal. Hij is samen met zijn vrouw, Rita, uitbater van het café 'Bij Rita' naast het gemeentehuis van Ransegem. Tevens overtuigd Vlaams-Nationalist en het 'opperhoofd' van de N-VA militanten. Hij heeft ook een zoon, Kris, waar hij niet zo goed mee overeenkomt.                                       |
| Viviane De Muynck    | Rita Van Nuffel      | Vrouw van Tony Verelst en moeder van Kris. Uitbaatster van het café 'Bij Rita'. Ze is de moederkloek van de gemeente en is steeds een luisterend oor voor iedereen. |
| Koen De Graeve       | Kris Verelst         | Boegbeeld van de plaatselijke sp.a afdeling en tevens gemeenteraadslid. Hij is de zoon van Tony en Rita. Heeft al lang een verzuurde relatie met zijn vader omdat deze niet kan verwerken dat hij voor de 'Sossen' koos. Hij is kinesist. Lang geleden had hij een relatie met Greet Van Opstal, maar sedertdien is hij vrijgezel.      |
| Stijn Van Opstal     | Ludo Jacobs          | Ex-wielrenner die jarenlang als trouwe knecht bij het Quick Stepteam gereden heeft. Hij is de enige BV van de gemeente. Hij heeft een zeer volgzame persoonlijkheid en kan moeilijk zelf beslissingen nemen. Hij woont samen met zijn vrouw, de Nederlandse Linda Jacobs. Samen hebben ze twee kinderen, Lance en Lynn.                 |
| Alice Reijs          | Linda Jacobs-Smit    | Is de vrouw van Ludo Jacobs. Ze heeft haar man jarenlang als rennersvrouw gesteund en is de liefdevolle moeder voor haar twee kinderen, Lance en Lynn. Daarnaast is ze ook de chef van de majorettes van Ransegem. |
| Peter Van den Begin  | Vic Willems          | De plichtsbewuste, maar vooral zonderlinge, gemeentesecretaris van Ransegem. Hij is single en leeft teruggetrokken. |
| Goele Derick         | Madame Nicole        | Is sinds jaar en dag de secretaresse van de burgemeester van Ransegem. Zij zorgt dat alles in het gemeentehuis draaiende blijft. |
| Damiaan De Schrijver | Lode Verbist         | Schepen voor N-VA. Hij is altijd samen te zien met Sam Vosters. |
| Sven De Ridder       | Sam Vosters          | Schepen voor CD&V. Hij is altijd samen te zien met Lode Verbist. |
| Steve Geerts         | Patrick De Groof     | Schepen voor Open Vld en directeur van de bank waar Greet Van Opstal werkt. |

## Kijkcijfers
| Nr. | Live-kijkers | Live-marktaandeel | Live+6-kijkers | Live+6-marktaandeel | Eerste uitzending |
| --- | ------------ | ----------------- | -------------- | ------------------- | ----------------- |
| 1   | 596.283      | 23,46%            | 931.506        | 30,7%               | 28 januari 2013   |
| 2   | 642.714      | 25,37%            | 1.006.437      | 32,5%               | 4 februari 2013   |
| 3   | 642.870      | 24,65%            | 929.186        | 30,4%               | 11 februari 2013  |
| 4   | 645.166      | 25,55%            | 1.007.028      | 32,6%               | 18 februari 2013  |
| 5   | 629.663      | 25,42%            | 967.097        | 31,4%               | 25 februari 2013  |
| 6   | 657.292      | 24,66%            | 949.147        | 29,2%               | 4 maart 2013      |
| 7   | 613.348      | 24,29%            | 968.943        | 30,3%               | 11 maart 2013     |
| 8   | 668.156      | 25,21%            | 973.379        | 29,8%               | 18 maart 2013     |

## Politieke analyse
Alhoewel het een fictiereeks betreft probeert men Ransegem, de fictieve gemeente, toch een waarheidsgetrouw politiek beeld te geven. N-VA-burgemeester Van Opstal is naast zijn burgemeesterschap ook Vlaams parlementslid en zijn gezin is gelieerd aan de N-VA. Zijn beide dochters zijn met schepenen in een relatie (een huwelijk zou betekenen dat ze niet in de gemeenteraad mochten zetelen samen met hem).
De gemeenteraad telde 21 leden, schepenen en burgemeester incluis. Dit duidt op een gemeente 9.000 tot 11.999 inwoners. Bij een vergadering van het schepencollege zaten naast de gemeentesecretaris en de burgemeester 6 anderen aan tafel. Gemeenten van 10.000 tot 19.999 inwoners hebben recht op maximum 5 schepenen. Naast de vijf schepenen kon tijdens de legislatuur 2007-2012 de OCMW-voorzitter ook opgenomen worden in het Schepencollege. Vanaf 2013 is de opname van de OCMW-voorzitter in het College verplicht. De meerderheid in Ransegem bestaat uit N-VA, Open Vld en CD&V. N-VA levert de burgemeester, twee schepenen en de OCMW-voorzitter. Open Vld levert twee schepenen, waaronder de eerste schepen. CD&V levert twee schepenen.